# CRさいころ珍道中
『CRさいころ珍道中（CR SAIKORO TIN DOUTYU）』 は、ニューギンが開発したパチンコ機種のシリーズ。江戸時代の道中がテーマだが、『パロディウス』シリーズのキャラクターが客演している。
- さいころ珍道中 ZM (Saikoro Tin Doutyu ZM) (2004年8月)
- CRさいころ珍道中 MB (CR Saikoro Tin Doutyu MB) (2004年8月)
- CRさいころ珍道中 MD (CR Saikoro Tin Doutyu MD) (2004年8月)
- CRさいころ珍道中 MAR (CR Saikoro Tin Doutyu MAR) (2004年8月)

## キャラクター
- 彩（さい） - 男装した女の旅ガラス。
- お銀（おぎん） - 女忍者。
- さいころ

### 客演キャラクター
- ペン太郎
- ひかる
- アンナ・パブロワ&めろーら
- こいつ
- ヨシダ（モアイ戦艦の艦首）